# Andromediden

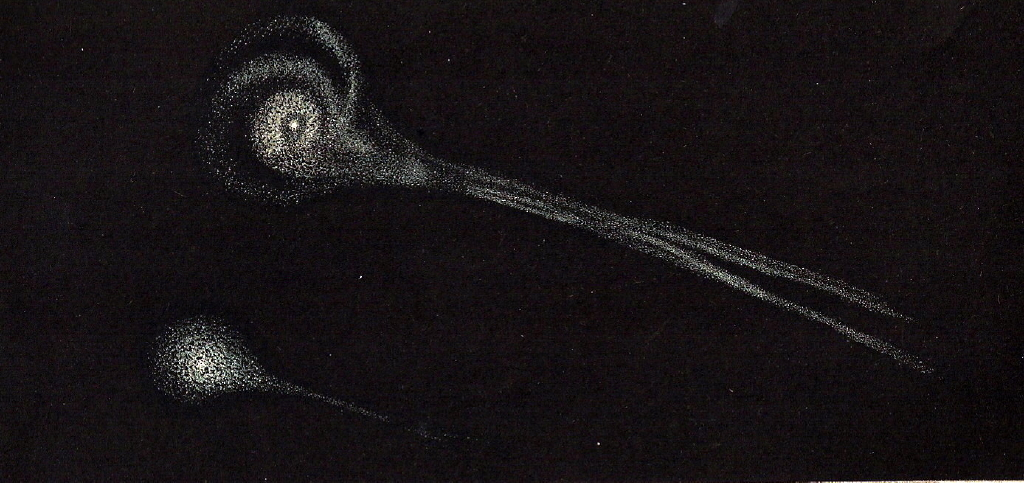

De meteorenzwerm Andromediden verschijnt aan de hemel van 15 november tot 6 december. De radiant ligt in het sterrenbeeld Andromeda.
De Andromediden worden veroorzaakt door stofdeeltjes van de Komeet Biela. Het maximum van de zwerm valt rond 20 november, de ZHR is laag en ligt rond de vijf.